# Pinta (unità di misura)

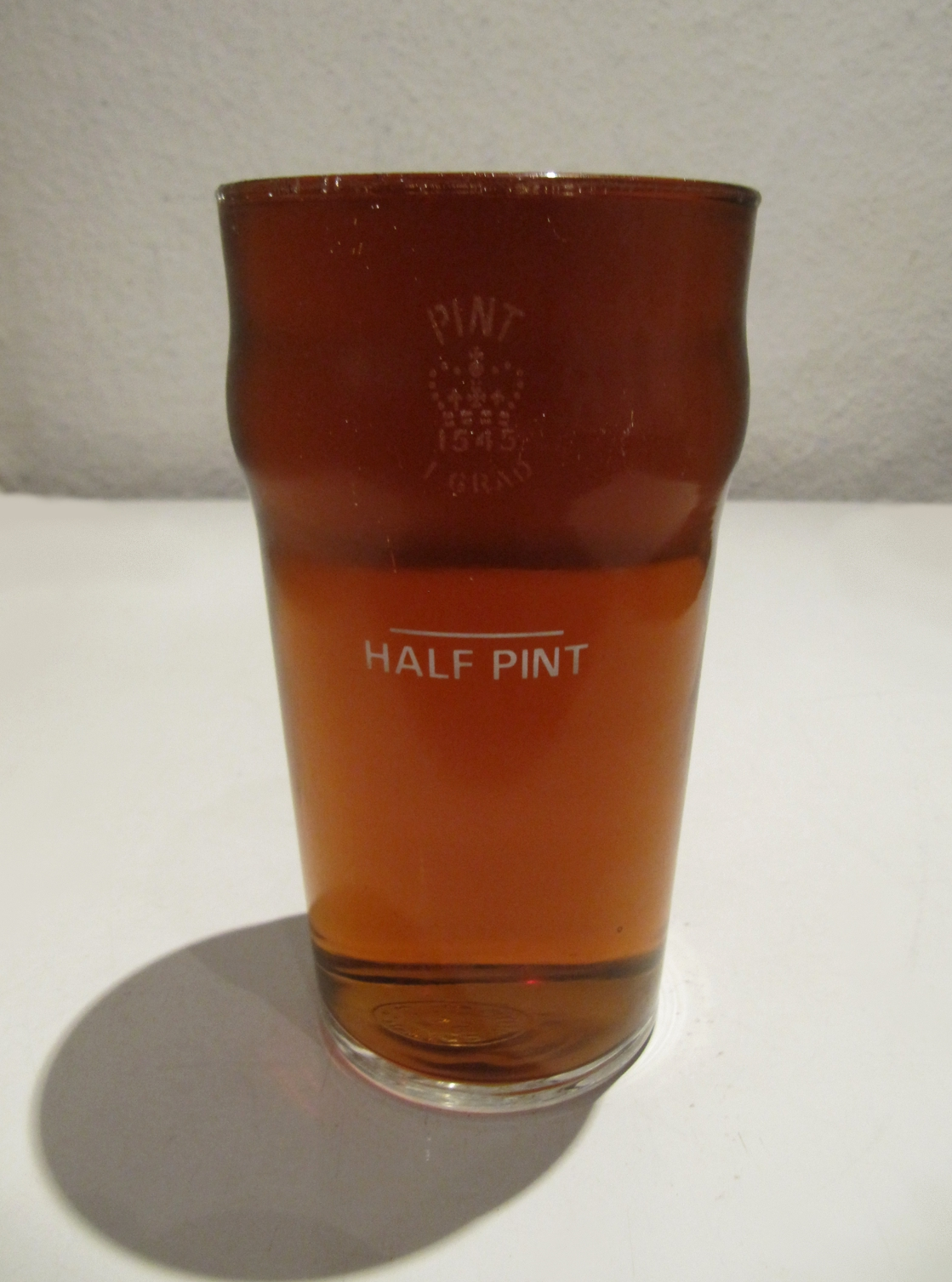
Un bicchiere da pinta pieno

Col termine pinta si identificano alcune unità di misura di capacità utilizzata  generalmente per i liquidi. La pinta non fa parte del Sistema internazionale di unità di misura, ma è tuttora comunemente utilizzata in paesi come Stati Uniti, Gran Bretagna e Irlanda.
Oggigiorno è usata soprattutto come misura per birra, sidro e latte.

## Pinta imperiale
In Gran Bretagna, Irlanda e paesi del Commonwealth si utilizza la pinta imperiale o pinta inglese:
- 1 pinta imp = 0,56826125 litri
- 1 pinta imp = 1,2009499255 pinte US

## Pinta statunitense
Negli Stati Uniti si usa la pinta statunitense:
- 1 pinta US = 0,473176473 litri
- 1 pinta US = 0,83267418463 pinte imperiali